# David Albritton
David Donald Albritton, född 13 april 1913 i Danville i Alabama, död 15 maj 1994 i Dayton i Ohio, var en amerikansk friidrottare.
Albritton blev olympisk silvermedaljör i höjdhopp vid sommarspelen 1936 i Berlin.